# رضا برادران
رضا برادران (۱۳۱۰ - ۱۶ آذر ۱۳۹۶) پزشک ایرانی، متخصص کودکان و استاد دانشگاه علوم پزشکی تبریز بود. او در سال ۱۳۸۳، نشان درجه دو دانش را از سید محمد خاتمی دریافت کرد.